# Letnie Mistrzostwa Szwecji w Skokach Narciarskich 2015
Letnie Mistrzostwa Szwecji w Skokach Narciarskich – zawody o mistrzostwo Szwecji w skokach narciarskich na igelicie, które odbyły się 3 października 2015 roku na skoczni Paradiskullen w Örnsköldsviku.
Tytuł mistrza Szwecji w skokach narciarskich wywalczył Carl Nordin, który wyprzedził o 28 punktów Olofa Lundgrena i o 30 punktów Josefa Larssona. W konkursie udział wzięło 10 zawodników.
Tytuł mistrzyni Szwecji w skokach narciarskich wywalczyła Matilda Gundersson, która wyprzedziła o 2 punkty Fridę Westman i o 12 punktów Astrid Moberg. Oprócz nich do konkursu przystąpiła jeszcze jedna zawodniczka.
Tytuł drużynowego mistrza Szwecji w skokach narciarskich wywalczył klub Holmens IF, który wyprzedził pierwszą drużynę Sollefteå GIF o 16 punktów i drugą drużynę tego samego klubu o 114,5 punktu. Każdą drużynę stanowiła dwójka zawodników, a wraz z mężczyznami skakały również kobiety.

## Wyniki

### Konkurs indywidualny mężczyzn na normalnej skoczni (Örnsköldsvik, 03.10.2015)
| Miejsce | Zawodnik          | Klub             | Skok 1 | Skok 2 | Punkty |
| ------- | ----------------- | ---------------- | ------ | ------ | ------ |
| 1.      | Carl Nordin       | IF Friska Viljor | 90,0   | 91,0   | 227,5  |
| 2.      | Olof Lundgren     | Holmens IF       | 83,5   | 84,5   | 199,5  |
| 3.      | Josef Larsson     | Sollefteå GIF    | 80,5   | 88,0   | 197,5  |
| 4.      | Simon Eklund      | Holmens IF       | 81,5   | 85,0   | 195,0  |
| 5.      | Sebastian Devall  | Sollefteå GIF    | 76,0   | 81,0   | 175,0  |
| 6.      | Marcus Flemström  | Sollefteå GIF    | 72,0   | 74,5   | 150,5  |
| 7.      | Anton Erikson     | Sollefteå GIF    | 71,0   | 72,5   | 142,0  |
| 8.      | Martin Gundersson | Sollefteå GIF    | 63,0   | 65,5   | 108,5  |
| 9.      | Erik Gundersson   | Sollefteå GIF    | 60,0   | 61,5   | 88,5   |
| 10.     | Tobias Fröier     | IF Friska Viljor | 51,0   | 52,5   | 55,0   |

### Konkurs indywidualny kobiet na normalnej skoczni (Örnsköldsvik, 03.10.2015)
| Miejsce | Zawodnik           | Klub             | Skok 1 | Skok 2 | Punkty |
| ------- | ------------------ | ---------------- | ------ | ------ | ------ |
| 1.      | Matilda Gundersson | Sollefteå GIF    | 78,0   | 77,0   | 163,5  |
| 2.      | Frida Westman      | IF Friska Viljor | 73,0   | 81,0   | 161,5  |
| 3.      | Astrid Moberg      | IF Friska Viljor | 71,5   | 78,0   | 151,5  |
| 4.      | Julia Lundberg     | IF Friska Viljor | 65,0   | 65,0   | 110,5  |

### Konkurs drużynowy na normalnej skoczni (Örnsköldsvik, 03.10.2015)
| Miejsce | Klub                           | Zawodnik           | Skok 1 | Skok 2 | Nota zespołu |
| ------- | ------------------------------ | ------------------ | ------ | ------ | ------------ |
| 1.      | Holmens IF                     | Simon Eklund       | 89,0   | 89,0   | 440,0        |
| 1.      | Holmens IF                     | Olof Lundgren      | 92,0   | 88,0   | 440,0        |
| 2.      | Sollefteå GIF I                | Sebastian Devall   | 85,0   | 83,5   | 424,0        |
| 2.      | Sollefteå GIF I                | Josef Larsson      | 90,0   | 89,0   | 424,0        |
| 3.      | Sollefteå GIF II               | Anton Erikson      | 78,0   | 79,5   | 325,5        |
| 3.      | Sollefteå GIF II               | Marcus Flemström   | 70,5   | 76,0   | 325,5        |
| 4.      | IF Friska Viljor I             | Tobias Fröier      | 56,5   | 54,5   | 310,0        |
| 4.      | IF Friska Viljor I             | Carl Nordin        | 92,0   | 92,0   | 310,0        |
| 5.      | Sollefteå GIF III              | Erik Gundersson    | 68,0   | 69,0   | 247,0        |
| 5.      | Sollefteå GIF III              | Martin Gundersson  | 68,5   | 67,5   | 247,0        |
| 6.      | IF Friska Viljor II            | Astrid Moberg      | 66,0   | 56,0   | 169,0        |
| 6.      | IF Friska Viljor II            | Frida Westman      | 55,5   | 59,5   | 169,0        |
| 7.      | IF Friska Viljor/Sollefteå GIF | Julia Lundberg     | 58,5   | 56,5   | 164,5        |
| 7.      | IF Friska Viljor/Sollefteå GIF | Matilda Gundersson | 57,0   | 63,0   | 164,5        |